# Zazá & Zezé
Zazá & Zezé foi uma dupla sertaneja formada pelos músicos Zazá e Zezé Di Camargo.

## Carreira
A dupla Zazá & Zezé foi formada por volta de 1979 e foi o primeiro trabalho profissional de Zezé Di Camargo, depois da extinção da dupla Camargo e Camarguinho, que formara, ainda criança, com o irmão Emival.
A dupla Zazá e Zezé gravou três discos. O primeiro deles, A Caminho do Além, foi lançado em 1980 pela gravadora Chantecler. Neste LP, eles interpretaram as músicas “Canto, Bebo e Choro”, “Por Favor, Volte Pra Mim”, e “Adeus Maria”, todas de Zazá, “Alma da Terra”, de João do Pinho e Zazá, “Casinha Triste”, de João do Pinho e Zezé Di Camargo, “Bandeira Branca”, de Odaés Rosa, “Erro Imortal”, de Sargento Marra, “Chuvas de Maio”, de S. Flores Rivera e Santiago, e “Caminho do Além”, de José Rico e Sargento Marra.
Em 1982, lançaram pela Chantecler o segundo LP, Berço do Mundo, no qual interpretaram as músicas “Gosto de Fruta” e “Esperança Morta”, de Zezé Di Camargo, “Entre o Céu e o Inferno”, de Ourival Siriano e Zezé Di Camargo, “Posto da Esquina”, de Zé de Melo e Zezé Di Camargo, “Despida na Cama”, de Bandeirante, Ourival Siriano e Zezé Di Camargo, “Coração de Ninguém”, de Lourival Siriano e Zezé Di Camargo, e “Berço do Mundo”, de Jaci Cardoso e Zazá.
Em 1984, a dupla lançou o seu último disco, o LP Festa dos 15 Anos, também pela Chantecler, com as músicas “Festa dos Quinze Anos”, de Darci Rossi e Marciano, e “Rodovia”, de Danúbio do Prado e Franco Montylla.
No ano seguinte, sem conseguir o sucesso almejado, a dupla acabou por se dissolver, após a gravação de três LPs pela Chantecler e a participação em duas coletâneas, além de shows e apresentações em rádios do Centro-Oeste. Em 1986, Zezé tornou-se Zezé Di Camargo e passou a seguir carreira solo. Parte da história da dupla foi abordada no filme 2 Filhos de Francisco, de Breno Silveira, grande sucesso do cinema brasileiro em 2005.
Em uma entrevista dada em 2017, Zezé contou que passou a usar o sobrenome Di Camargo porque Areovaldo teria registrado o nome Zazá & Zezé sem que ele soubesse.
Zazá faleceu em 12 de julho de 2019, aos 67 anos. Ele esteve internado por alguns dias em um hospital de sua cidade natal por conta de um câncer no pâncreas. Ele era divorciado e deixou dois filhos.

## Discografia
- 1980 - A Caminho do Além (Chantecler)
- 1982 - Berço do Mundo (Chantecler)
- 1984 - Festa dos 15 Anos (Chantecler)

Obs: participação da dupla nas coletâneas Na Boca do Forno, de 1981, com a música “Erro Imortal”, e Movimento Jovem Sertanejo, também de 1982, interpretando as canções “Força da Fé”, de Itapuã, e “O Imigrante”, de José Fortuna e Paraíso.